# Trirachys
Trirachys is een kevergeslacht uit de familie van de boktorren (Cerambycidae). De wetenschappelijke naam van het geslacht werd voor het eerst geldig gepubliceerd in 1843 door Hope.

## Soorten
Trirachys omvat de volgende soorten:
- Trirachys acanthophorus Vitali, 1999
- Trirachys atkinsoni Gardner, 1939
- Trirachys bilobulartus Gressitt & Rondon, 1970
- Trirachys gloriosus Aurivillius, 1924
- Trirachys inexpectatus Holzschuh, 1982
- Trirachys orientalis Hope, 1843
- Trirachys sphaericothorax Gressitt & Rondon, 1970